# Švédsko na Zimních olympijských hrách 1956
Švédsko na Zimních olympijských hrách 1956 v Cortina d'Ampezzo reprezentovalo 58 sportovců, z toho 50 mužů a 8 žen. Nejmladším účastníkem byla Nisse Nilsson (19 let, 324 dní), nejstarším pak Sven Erbs (44 let, 321 dní). Reprezentanti vybojovali 10 medaili, z toho 2 zlaté 4 stříbrné a 4 bronzové.

## Medailisté
| Medaile | Jméno                                                              | Sport              | Disciplína             |
| ------- | ------------------------------------------------------------------ | ------------------ | ---------------------- |
| Zlato   | Sixten Jernberg                                                    | Běh na lyžích      | muži 50 km             |
| Zlato   | Sigvard Ericsson                                                   | Rychlobruslení     | muži 10 km             |
| Stříbro | Sixten Jernberg                                                    | Běh na lyžích      | muži 15 km             |
| Stříbro | Sixten Jernberg                                                    | Běh na lyžích      | muži 30 km             |
| Stříbro | Bengt Eriksson                                                     | Severská kombinace | muži jednotlivci       |
| Stříbro | Sigvard Ericsson                                                   | Rychlobruslení     | muži 5 km              |
| Bronz   | Stig Sollander                                                     | Alpské lyžování    | muži slalom            |
| Bronz   | Lennart Larsson Gunnar Samuelsson Per-Erik Larsson Sixten Jernberg | Běh na lyžích      | muži štafeta 4 x 10 km |
| Bronz   | Sonja Ruthström-Edström                                            | Běh na lyžích      | ženy 10 km             |
| Bronz   | Irma Johansson Anna-Lisa Eriksson Sonja Ruthström-Edström          | Běh na lyžích      | ženy štafeta 3 x 5 km  |